# Delianuova
Delianuova  község (comune) Calabria régiójában, Reggio Calabria megyében.

## Fekvése
A megye központi részén fekszik, az Aspromonte lejtőjén. Határai: Cosoleto, San Luca és Scido.

## Története
A település két falu egyesülésével (Paracorio és Pedavoli) jött létre a 19. század elején. Nevét Delia, az ókori bruttius település után kapta.

## Népessége
A népesség számának alakulása:

## Főbb látnivalói
- San Nicola Vescovo-templom
- Santa Maria Assunta-templom